# Iwan-Franko-Enzyklopädie

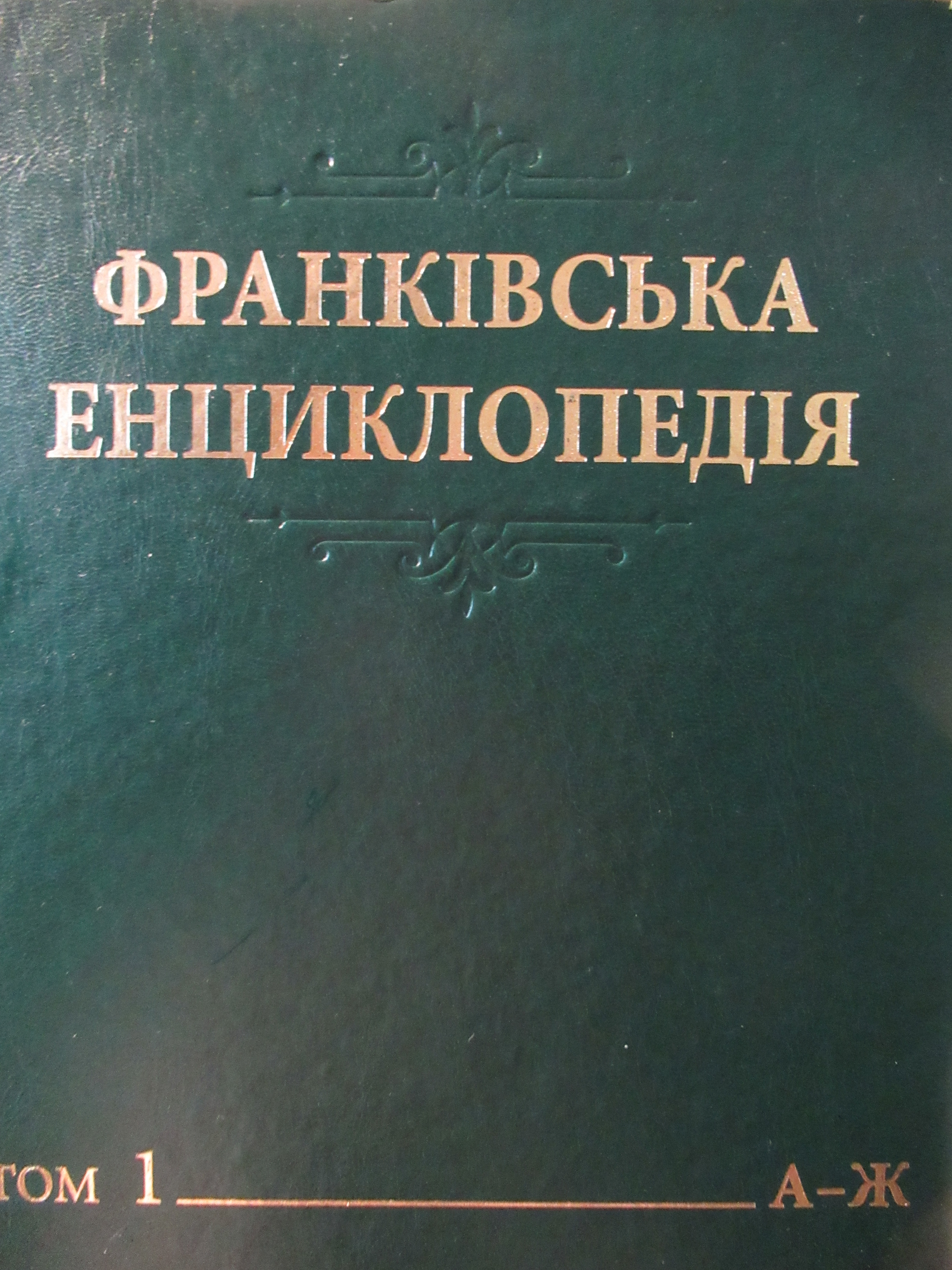
Iwan-Franko-Enzyklopädie

Die Iwan-Franko-Enzyklopädie (ukrainisch Франківська енциклопедія Frankiwska enzyklopedija) ist ein Siebenbändiges, ukrainischsprachiges Nachschlagewerk, das sich biographisch dem Umfeld des ukrainischen Nationaldichters Iwan Franko widmet.
Zum 100. Todestag des Schriftstellers Iwan Franko veröffentlichte das Iwan-Franko-Literatur-Institut der Nationalen Akademie der Wissenschaften der Ukraine 2016 den ersten von insgesamt sieben geplanten Bänden einer Iwan-Franko-Enzyklopädie. Der wie auch die gesammelten Werke des ukrainischen Nationaldichters grün eingebundene erste Band enthält auf 680 Seiten 255 Artikel, die sich anders als die vergleichbare Schewtschenko-Enzyklopädie ausschließlich Vorläufern und Zeitgenossen Frankos, also Personen widmet. Die gelegentlich schwarz-weiß-bebilderten Einträge sind alle bibliographisch versehen. Herausgeber sind Mykola Schulynskyj und Jewhen Nachlik. Der zweite Band mit Artikeln bis zum Buchstaben K erschien 2024. Eine spätere online-Ausgabe der Enzyklopädie ist geplant.